# Torreya nucifera
Torreya nucifera (торея японська) — вид хвойних рослин родини тисових.

## Поширення, екологія
Країни проживання: Японія (Хонсю, Кюсю, Сікоку); Корея. Лісовий вид, що зустрічається, розкидано в більшості видів змішаних широколистяно-хвойних лісів у південній половині Японії. Висотний діапазон становить від близько рівня моря до, принаймні, 1100 м над рівнем моря. Часто пов'язані з цим видом Abies firma, Tsuga sieboldii, Chamaecyparis obtusa, Podocarpus macrophyllus, Nageia nagi, Taxus cuspidata, Sciadopitys verticillata. 

## Морфологія
Дерева до 25 м заввишки; стовбур до 90 см діаметром. Кора сірувато-коричнева або світло-коричнево-червона, гладенька, коли молода, потріскана пізніше. Листки розміром 2–3 см × 2,2–3 мм, блідо-зелені згори, верхівки дуже довгі й загострені. Насіння темно-зелене, коли молоде, багрово-коричневий у зрілості, еліпсоїдно-оберненояйцевиде або оберненояйцевиде, 2,5–3,2 × 1,3–1,7 см. Запилення відбувається у квітні-травні, насіння зріє у жовтні.
Деяким деревам приписують вік у більш як 500 років, що є цілком правдоподібним.

## Використання
Деревина цього виду цінується в Японії за довговічність, особливо при контакті з водою. Використовується для виробництва меблів, скринь і ящиків, японських фігур, і раніше відер для води. Насіння їстівне (хоча, за деякими даними, неприємно пахне), багате харчовими оліями; воно, а також аріли використовуються в японській кухні. Ці дерева часто посаджені біля храмів, у парках і садах в Японії. В Європі та Північній Америці — це рідкісний декоративний чагарник або дерево в дендраріях, ботанічних садах, а іноді й у приватних садах.

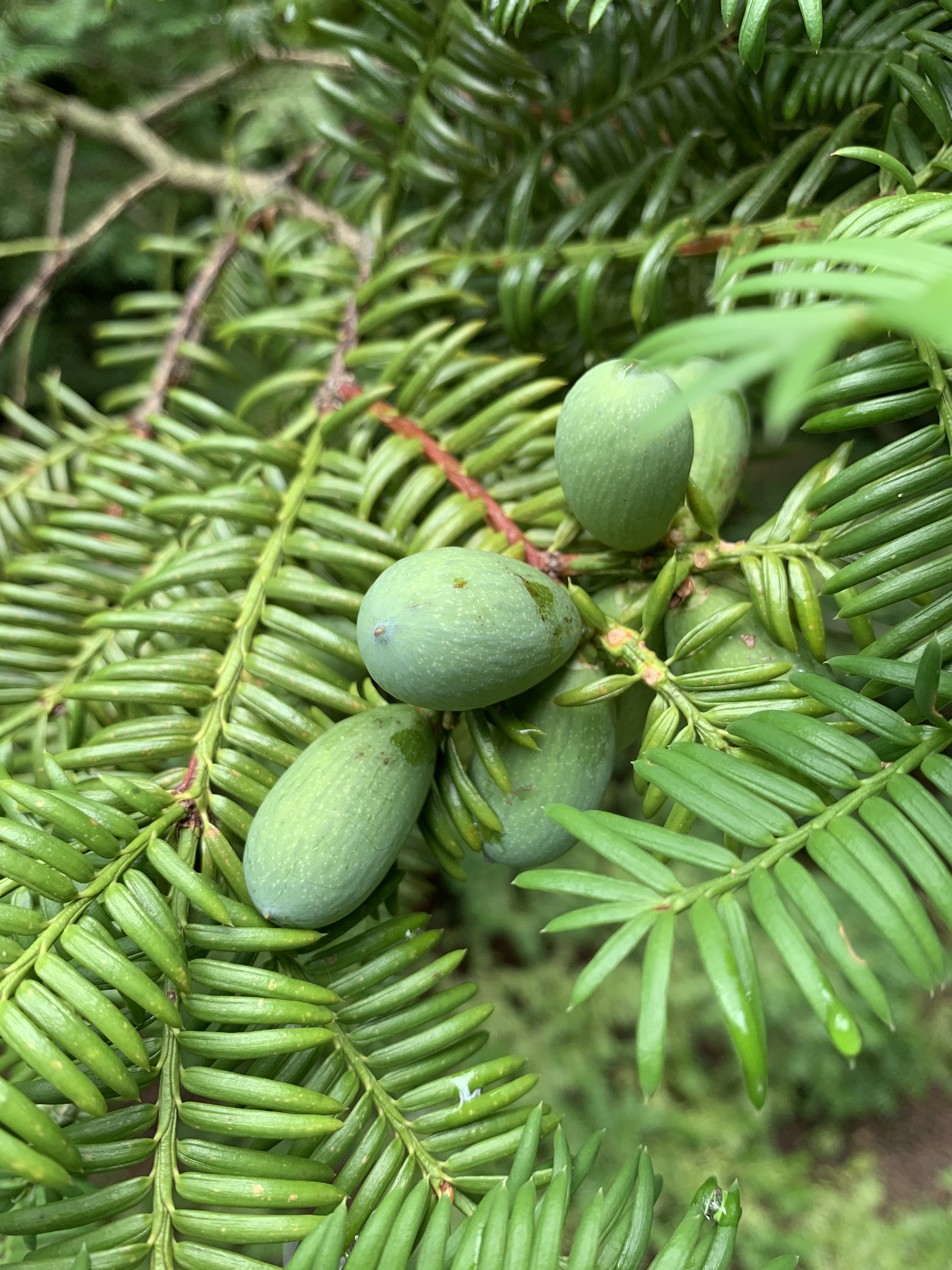
Плоди

## Загрози та охорона
Популяція стала дуже фрагментованою у зв'язку з історичним очищенням великих площ середовища проживання. Зустрічається в низці природоохоронних територій по всьому ареалу.